# Pseudochazara euxina
Pseudochazara euxina is een vlinder uit de familie van de Nymphalidae, uit de onderfamilie van de Satyrinae. De soort is voor het eerst wetenschappelijk beschreven door Nikolaj Jakovlevitsj Koeznetsov in een publicatie uit 1909.
De soort komt voor in de Krim (Oekraïne) op rotsachtige zuidhellingen op een hoogte van ongeveer 1100 meter. De vlinder vliegt van juni tot in augustus.